# Бахр-эль-Газаль (регион, Южный Судан)

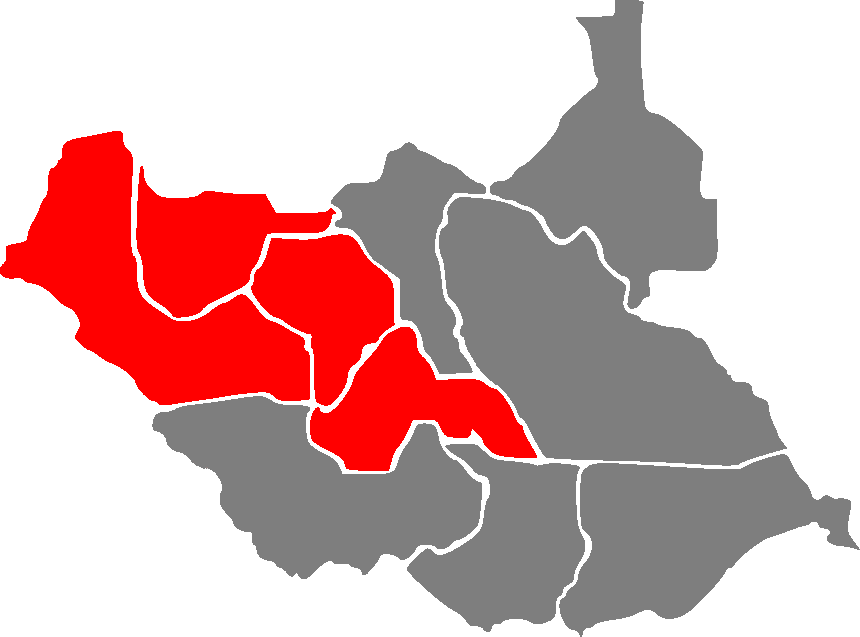
Карта Бахр-эль-Газаля

Флаг Бахр-эль-Газаля

Бахр-эль-Газаль — исторический регион на северо-западе Южного Судана, а также провинция в составе Египта с 1873 по 1885 год, Англо-Египетского Судана с 1948 по 1955 год и регион Судана с 1956 по 1996 год. Имя региона взято из названия одноимённой реки.

## География
Регион включает в себя следующие штаты Южного Судана: Северный Бахр-эль-Газаль, Западный Бахр-эль-Газаль, Озёрный и Вараб. Регион граничит с ЦАР на западе и Суданом на севере. Территория регион представляет собой болотистую местность, присутствуют железорудные поля. Население представлено преимущественно племенем динка, занимающемся обработкой земли и разведением рогатого скота.

## История
На протяжении долгого времени население региона подвергалось набегам со стороны своих северных соседей баггара, которые в конечном результате и осели в нём заменив собою некоторые народы, которые исчезли в том числе из-за этих набегов, в которых в некоторой степени принимал участие и народ фор, составляющий в те времена основное население Дарфура. Хедив Египта сделал Бахр-эль-Газаль своей провинцией в 1864 году. Однако территория контролировалась местными предприимчивыми торговцами (арабизированными суданцами и нубийцами) с территорий Судана в долине Нила, имевшими собственные армии и провозгласившими себя монархами. В 1873 году самый успешный из них Себер Рахма, принял бой и разгромил объединённые турецко-египетские войска. Хедив сделал Бахр-эль-Газаль номинальной провинцией Египта, а Себер Рахма был назначен губернатором провинции.
В 1929 году регион посетил известный антрополог Эдвард Эван Эванс-Притчард.
Впоследствии регион был включён в состав Англо-Египетского Судана и стал часть провинции Экватория. В 1948 году Бахр-эль-Газаль был отделён от Экватории и стал девятой по счёту провинцией колонии. Во времена англо-египетского кондоминиума территория Бахр-эль-Газаля управлялась британскими местными чиновниками. Граница региона в этот период претерпела некоторые изменения: первоначальная северная граница проходила с запада на восток от границы Французского Конго по 10-й параллели до пересечения с рекой Эль-Араб, затем по реке Бахр-эль-Газаль, оттуда — до озера Но (англ.), а из него вверх по течению реки Бахр-эль-Джабаль. В 1905 году в состав Кордофана были переданы некоторые левобережные территории племени нгок-динка. Также была перенесена граница с Дарфуром (на юг, ниже 10-й параллели). В период независимости Республики Судан из состава Бах-эль-Газаля была исключена и передана в состав Дарфура северо-западная часть провинции.. В 1996 году в ходе административной реформы регион был разделён на четыре округа, соответствующие нынешним штатам Южного Судана.
Регион на протяжении долгих лет был местом кровопролитных сражений во время обеих гражданских войн в Судане. По результатам второй гражданской войны штаты Бахр-эль-Газаля стали частью южносуданской автономии Судана, а после референдума о независимости — частью отдельного государства Южный Судан.